# Maria Magdalena Brotons i Capó
Maria-Magdalena Brotons i Capó (Palma, Mallorca, 11 de març de 1972) és doctora en història de l'art per la Universitat de les Illes Balears-UIB (2005) i n'és professora titular, al Departament de Ciències Històriques i Teoria de les Arts. Des de juny de 2021 és vicerectora de Projecció Cultural i Universitat Oberta de la Universitat de les Illes Balears.

## Formació i activitat professional
En acabar la licenciatura, va estudiar a la Universitat de Roma la Sapienza i després es doctorà a la UIB.
Entre 1997 i 1998 va treballar a la Conselleria d'Educació i Cultura, elaborant projectes didàctics per a museus i exposicions organitzades pel Govern. També va treballar al departament didàctic de la Fundació la Caixa (Caixaforum) entre 1996 i 1997. Al 1997 contribuí a fundar l'empresa de gestió cultural TRES. Serveis Culturals, que deixà en el moment d'entrar a treballar a la UIB, on és professsora titular. També ha impartit docència al Grau d'Història de l'Art, al curs d'Història del Cinema de la Universitat Oberta per a Majors (UOM) i al Màster de Patrimoni de la UIB. Al 2021 fou nomenada vicerectora de Projecció Cultural i Universitat Oberta de la Universitat de les Illes Balears.

## Recerca
Inicialment ha centrat la seva investigació en el camp de l'escultura contemporània, la qual va donar com a resultat les publicacions Escultures de Palma, amb què guanyà el Premi Ciutat de Palma de recerca el 1998, L'escultura del segle xx a les Illes Balears o l'estudi de la col·lecció d'escultura de la Fundació Bartolomé March.
En una segona etapa va centrar la seva recerca en el cinema. Així, en la seva tesi doctoral, El cine en Francia 1895-1914. Reflejo de la cultura visual de una época (G9, 2015), analitza la influència de l'art del segle xix i principis del XX en el cinema francès dels orígens. Com a resultat d'aquesta recerca publica també El cinema. Art de la modernitat.
Va coordinar les XXXV Jornades d'Estudis Històrics Locals de l'IEB Estudis de Cinema i Audiovisuals. Arxius, turisme, territori, publicitat i Indústria. Forma part del Comité Científic del Seminari Internacional sobre els Antecedents i Orígens del Cinema (UdG-Museu del Cinema de Girona). També forma part del projecte d'investigació, desenvolupament i innovació (I+D+I) La construcción del imaginario bélico en las actualidades de la Primera Guerra Mundial (2008-2011).

## Obra publicada
- Escultures de Palma. Editorial El Far. Col·lecció L'Esparrall, 1. Palma, 2000. ISBN 84-607-0499-8
- L'escultura a les Balears en el segle XX. Editorial Documenta Balear. Palma, 2001. ISBN 84-95694-04-2[4]
- El cinema, art de la modernitat. Hiperdimensional Edicions. Col·lecció El sostre pla, 2. Palma, 2004. ISBN 84-933426-1-0[5]
- El cine en Francia, 1895-1914. Reflejo de la cultura visual de una época. Genueve ediciones, 2014. ISBN 978-84-942533-2-4[6]